# 편의점 도시락

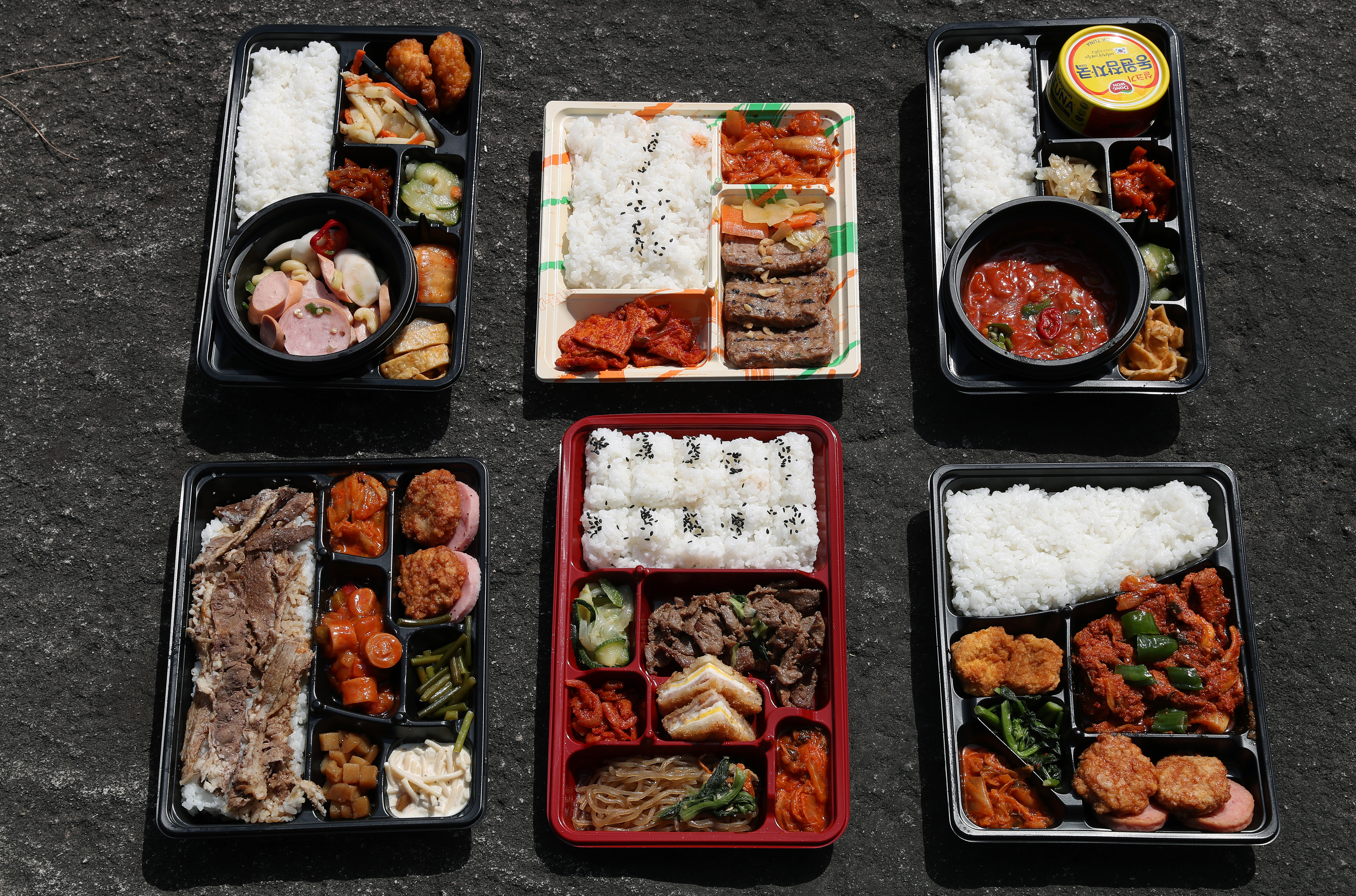
대한민국의 편의점 도시락

편의점 도시락은 편의점에서 판매하는 도시락이다.

## 대한민국
2010년대 들어 불황이 계속되면서, 편의점 도시락 매출이 늘어나고 있는 추세다. 1인 및 맞벌이 가구 증가와 함께 '혼밥(혼자 밥먹기)'문화가 마치 유행처럼 번지면서 편의점 도시락에 대한 인식도 변화되고 있다. 2016년 편의점 도시락 매출은 2015년 대비 3배정도 성장한 것으로 나타났다. 편의점 도시락 구매자 중 64%는 '혼자' 먹는다고 답변했으며, '점심시간'에 먹는다는 답변이 63.2%에 달해 점심을 혼자 간단히 해결하는 혼밥족이 늘어나고 있음을 알 수 있다.
2017년 현재 CU는 요리연구가 백종원, GS25는 배우 김혜자, 홍석천, 세븐일레븐은 가수 혜리, 토니 안을 도시락 전속 모델로 쓰고 있다.
CU의 경우 편의점 역사상 처음으로 2016년 초 소주, 바나나우유를 제치고 "백종원 매콤불고기 정식]"이 매출 1위를 기록했다. 오피스 입지의 경우 도시락 매출이 전년 대비 3.46배 매출이 증가했고, 산업단지의 경우 3.24배 매출이 증가했다.
GS25의 경우 2016년 매출 상위 10개 품목에 김혜자 바싹 불고기(3위), 마이홍 치킨도시락(9위)에 올랐다.

### 편의점 도시락 비판
앞서 다룬 대로 음식 종류가 제한되다 보니 특히 나트륨과 지방 함량이 다소 높아 때문에 주의가 필요하다. 푸짐해 보인다고 아무거나 막 집었다간 칼로리가 1,000kcal에 육박하는 것을 볼 수도 있다. 실제로 편의점 도시락의 영양 성분을 분석한 연구들을 보면 공통적으로 나트륨의 경우 일일 권장 섭취량의 1/3 정도라는 점, 지방과 포화지방 함량이 일일 권장 섭취량의 40% 정도라는 점, 그리고 과일, 채소, 우유 및 유제품의 부족으로 인한 무기질, 비타민, 식이 섬유의 부족을 지적한다<https://kjcn.or.kr/Synapse/Data/PDFData/0106KJCN/kjcn-25-280.pdf 보관됨 2020-12-11 - 웨이백 머신>.
따라서 삼시 세끼 편의점 도시락만 먹는 것은 결코 바람직하지 않다. 하루 한 끼 편의점 도시락을 이용하는 성인이라면 이런 점을 감안해 다른 끼니에서 부족한 성분을 보충할 수 있도록 메뉴를 구성하는 노력이 필요하며, 그런 점에서 비타민제와 같은 기타 영양제 섭취는 거의 필수적이라고도 할 수 있다.
이러한 영양의 한계는 도시락 뿐 아니라 김밥이나 샌드위치 류도 마찬가지. 이런 문제가 있어서 사회 초년생들은 식당 맛 좀 본 다음에는
(특히 비흡연자일 경우)편의점 방문 빈도 자체가
급격하게 줄어드는 경우가 많다. 만일 구내식당이
구비된 학교나 직장을 다니고 있다면 그곳에서
식사하는게 가성비나 영양가면에서 좋다.